# ساكسون
الساكسون أو شعب الساكسون(1) هي مجموعة من الشعوب الجرمانية المبكرة استخدم الاسم في أواخر الإمبراطورية الرومانية للإشارة إلى غزاة الساحل الجرماني، وأيضًا إلى كلمة شبيهة بـ«فايكنغ» اللاحقة. يُعتقد أن أصولهم كانت بشكل أساسي في مكان ما في ساحل بحر الشمال الألماني المذكور أعلاه أو بالقرب منه، حيث عُثر عليهم لاحقًا في العصور الكارولنجية. ارتبط الساكسون القاريون أيضًا في العصر الميروفنجي بالنشاط والمستوطنات على ساحل ما أصبح فيما بعد الساحل النورماندي. أصولهم الدقيقة غير مؤكدة، ويوصفون أحيانًا بأنهم يقاتلون بداخلي أراضيهم، ويتصادمون كثيرا مع الفرنجة والتورينغيون. ربما توجد إشارة كلاسيكية واحدة إلى وطن أصغر لقبيلة ساكسونية مبكرة، لكن تفسيرها محل خلاف. وفقًا لهذا الاقتراح، يُعتقد أن أقرب منطقة استيطان للساكسون كانت شمال ألبينجيا. هذه المنطقة العامة قريبة من الموطن المحتمل للأنجليين.
في المقابل، أصبح «الساكسونيون» البريطانيون، الذين يشار إليهم اليوم بالإنجليزية باسم الأنجلوساكسونيون، أمة واحدة تجمع بين الشعوب الجرمانية (الفريزية، واليوتية، والأنجلية) مع البريطانيين الرومانيين، مما أدى إلى إنشاء ممالك ما بعد الفترة الرومانية طويلة الأمد تعادل تلك التي شكلها الفرنجة في القارة. كانت أقدم أسلحتهم وملابسهم في جنوب نهر التايمز مصممة على نمط الأزياء العسكرية الرومانية المتأخرة، لكن المهاجرين في وقت لاحق في شمال نهر التايمز أظهروا تأثرًا قويا بألمانيا الشمالية. مصطلح «الأنجلوساكسوني»، الذي يجمع بين أسماء الأنجليين والساكسونيين، دخل حيز الاستخدام بحلول القرن الثامن (على سبيل المثال بولس الشماس) للتمييز بين السكان الجرمانيين في بريطانيا والساكسونيين القاريين (المشار إليهم في وثائق أنجلو ساكسونية بـ"Ealdseaxe" «السكسونيون القدامى»)، لكن كلا من الساكسونيين في بريطانيا وساكسونيا القديمة (شمال ألمانيا) لا يزال يشار إليهم باسم «الساكسونيين» بطريقة عشوائية، خاصة في لغات بريطانيا وأيرلندا.
في حين أن الساكسونيين الإنجليز لم يعودوا غزاةً، فإن التاريخ السياسي للساكسونيين القاريين لم يكن واضحًا حتى وقت الصراع بين بطلهم شبه الأسطوري فيدوكيند والإمبراطور الفرنجي شارلمان. في حين أن الساكسونيين القاريين لم يعدوا مجموعة عرقية أو دولة مميزة، إلا أن اسمهم لا يزال موجودًا في أسماء العديد من المناطق والولايات في ألمانيا، بما في ذلك ساكسونيا السفلى(2)، ساكسونيا في ساكسونيا العليا، وكذلك ساكسونيا أنهالت(3). يعود اسم ولاية ساكسونيا الحالية إلى تاريخ الأسرة الحاكمة وليس إلى التاريخ العرقي.
ساهم الساكسون في إنشاء المستوطنات الجرمانية في بريطانيا خلال القرن الخامس وبعده وعدد المهاجرين إلى الجزر البريطانية غير المعروف، لكن تشير بعض التقديرات إلى أن عدد المستوطنين الأنجلوسكسونيون حوالي مئتي ألف مستوطن. كان للساكسونيين تأثير قوي في اللغة والثقافة في شمال ألمانيا والبالتس وسلاف بولونيا وقبائل سلافية أخرى بسبب تأثير الرابطة الهانزية التجارية

## أصل التسمية

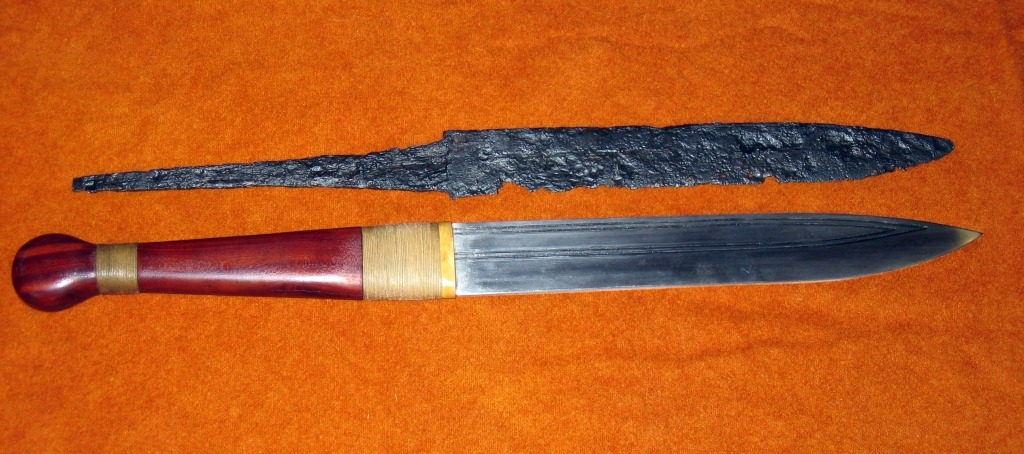
ما تبقى من سكين "seax" مع نسخة طبق الأصل أعيد بناؤها

اشتق اسم ساكسون من نوع من السكاكين المرتبطة بالإثنية - مثل هذا السكين لديه اسم seax (ساكس) في الإنجليزية القديمة، Sax باللغة الألمانية، sachs باللغة الألمانية العليا القديمة، وsax في الإسكندنافية القديمة. وكان للساكس تأثير رمزي دائم في مقاطعات إسكس وميدلسكس الإنجليزية، وكلاهما يضم ثلاثة سكاكين ساكس في شاراتها الاحتفالية. تحتوي أسماء هذه المقاطعات، جنبًا إلى جنب مع الاسمين «ساسكس» و«وسيكس»، على بقايا جذر كلمة «ساكسون».
تقترح مسرحية «إدموند أيرونسايد (مسرحية)»إدموند أيرونسايد التي تعود إلى العصر الإليزابيثي أن اسم «ساكسون» مشتق من الكلمة اللاتينية saxa (الأحجار؛ صيغة المفرد: saxum):  «أسمائهم تكتشف طبيعتهم ،
أكثر صلابة من الحجارة ، ولكن ليس الحجارة حقًا.»
كما يعتقد أن التسمية ترجع لكلمة (Sahs) التي تعنى في اللغة الساكسونية القديمة: السكين.

### ساكسونيا إسمًا جغرافيًا
بعد سقوط هاينريش الأسد (1129 – 1195 م، دوق ساكسونيا 1142 – 1180 م)، والانقسام اللاحق للدوقية القبلية الساكسونية إلى عدة أقاليم، حُول اسم الدوقية الساكسونية إلى أراضي الأسرة الأسكانية. أدى ذلك إلى التمايز بين ساكسونيا السفلى (الأراضي التي استوطنتها قبيلة الساكسونية) وساكسونيا العليا (الأراضي التابعة لعائلة فتين). تدريجيا، أصبحت المنطقة الأخيرة تعرف باسم «ساكسونيا»، واغتصبت في النهاية المعنى الجغرافي الأصلي للاسم. المنطقة المعروفة سابقًا باسم ساكسونيا العليا تقع الآن في وسط ألمانيا - في الجزء الشرقي من جمهورية ألمانيا الاتحادية الحالية: لاحظ أسماء ولايتي ساكسونيا وساكسونيا أنهالت الفيدراليتين.

## التاريخ

### التاريخ المبكر

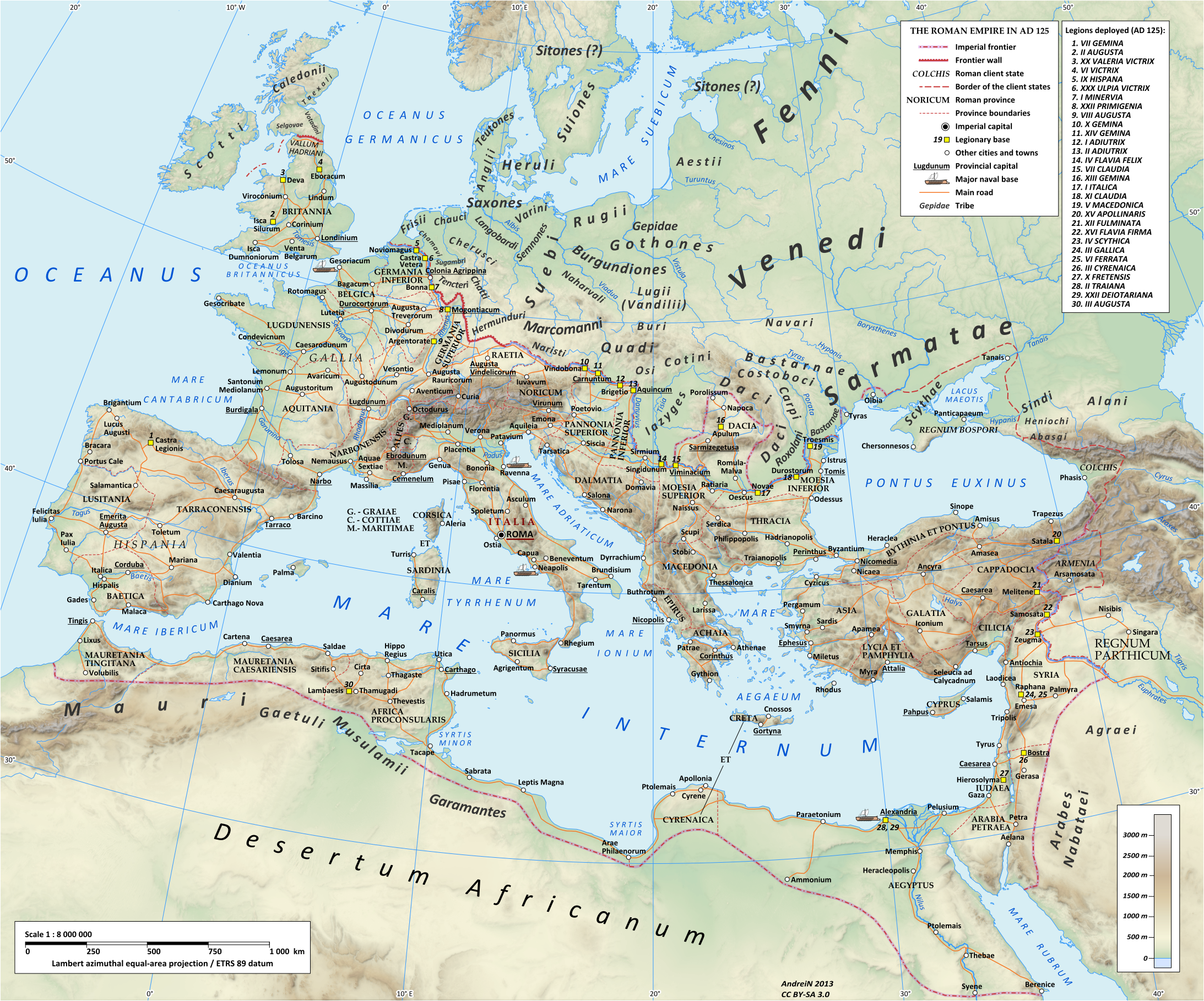
خارطة للإمبراطورية الرومانية والقبائل المعاصرة لها في عام 125 ويظهر تموضع الساكسون في شمال ألمانيا.

يعد أول ذكر للساكسون في التاريخ عبر كتاب الجغرافية لبطليموس في القرن الثاني. ذكرت بعض النسخ من هذا الكتاب بعض القبائل باسم الساكسون في منطقة أسفل نهر إلبه ويعتقد أن اسمهم مشتق من ساكس أو السكاكين الحجرية. في حين أن نسخ أخرى من هذا الكتاب ذكرت اسم هذه القبائل باسم آكسونس، ويعتقد أن هذا الأسم قد حرف عن الاسم الذي ذكره تاسيتس في كتابه ألمانيا عن قبائل أفيونس. ويعتقد البعض أن ذكر ساكسون ماهو إلا محاولة للتحريف وادخال اسم الساكسون بدلاً عن قبائل لم تعن لهم شيء.

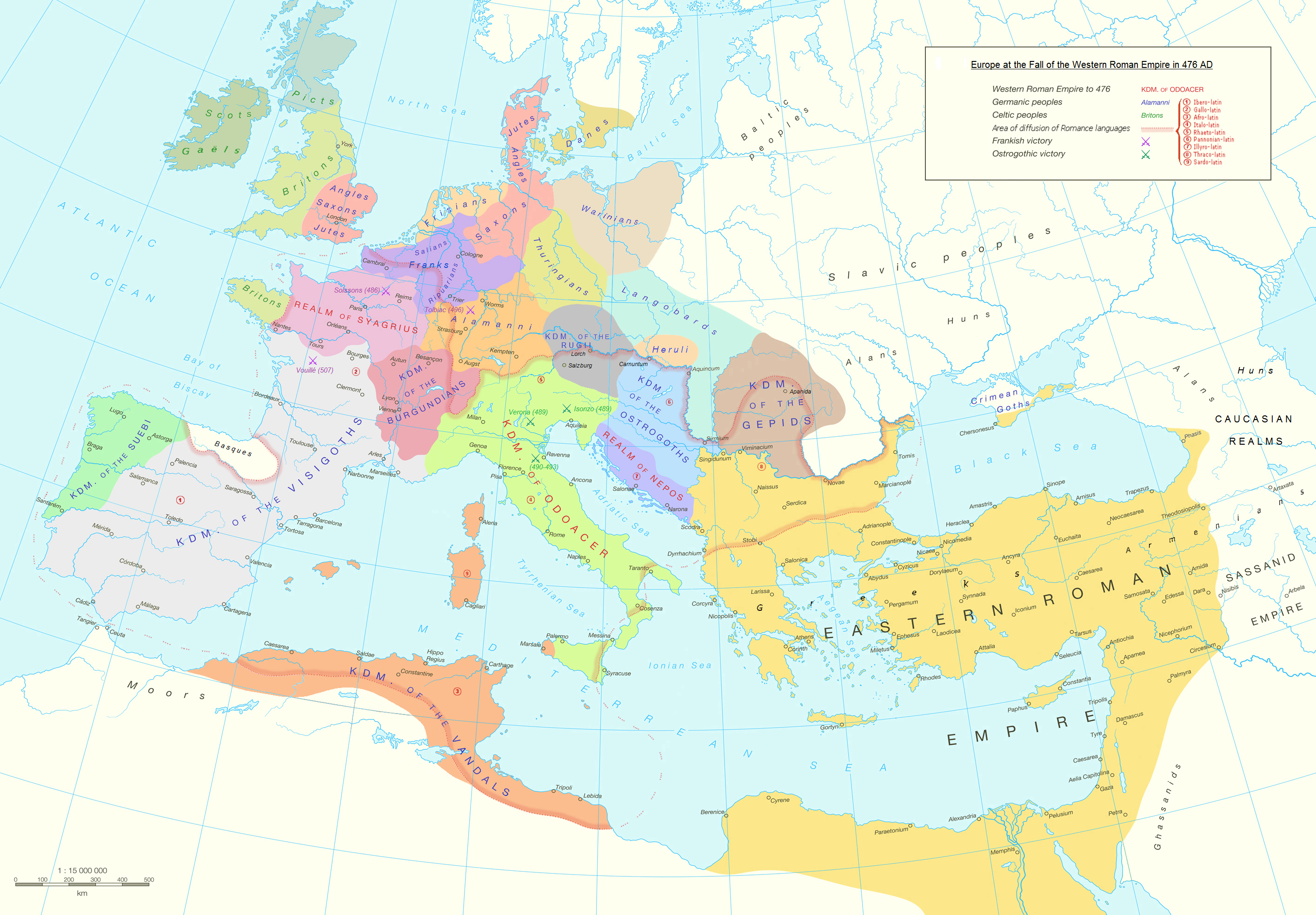
أوروبا في أواخر القرن الخامس. معظم الأسماء المعروضة هي الأسماء اللاتينية لشعوب القرن الخامس، باستثناء سياغريوس (ملك ولاية غالو رومانية الردف)، أودواكر (ملك إيطاليا الجرماني)، و (يوليوس) نيبوس (اسميًا آخر إمبراطور روماني غربي، الحاكم الفعلي لدلماتيا).

من ناحية أخرى، يعتقد شوت، في تحليله لمثل هذه المشكلات في خرائط شمال أوروبا لبطليموس، أن تسمية «الساكسونيين» صحيحة. ويشير إلى أن فقدان الأحرف الأولى يحدث في مواضع عديدة في نسخ مختلفة من عمل بطليموس، وأيضًا أن المخطوطات التي لا تحتوي على «ساكسون» هي بشكل عام أقل شأنا.
يشير شوت أيضًا إلى أنه كان هناك تقليد في العصور الوسطى يطلق على هذه المنطقة «ساكسونيا القديمة» (تغطي ويستفاليا وأنغريا وإيستفاليا). يتماشى هذا المنظور مع بيدا الذي ذكر أن ساكسونيا القديمة كانت بالقرب من نهر الراين، في مكان ما إلى الشمال من نهر ليبه (ويستفاليا، الجزء الشمالي الشرقي من ولاية نوردراين فيستفالن الألمانية الحديثة).
أول ذكر بلا منازع لاسم الساكسون في شكله الحديث يعود إلى عام 356  م بعد الميلاد، عندما ذكرهم يوليان، والذي صار إمبراطورًا رومانيًا فيما بعد، في خطاب حلفاءً للإمبراطور المنافس في بلاد الغال، ماغننتيوس. يذكر زوسيموس أيضًا قبيلة معينة من الساكسونيين، تسمى كوادوي (Kouadoi)، والتي فُسرت على أنها سوء فهم لشاوكي، أو شامافي. والذين دخلوا أراضي الراين وقاموا بتهجير الفرنجة الساليون الذي استقروا مؤخرًا من باتافي، وعندها بدأت بعض الساليون للانتقال إل ى أراضي توكساندريا البلجيكية، بدعم من يوليان.
في هذه الحالة وفي حالات أخرى، ارتبط الساكسون باستخدام القوارب في غاراتهم.أنشأ الرومان منطقة عسكرية تسمى Litus Saxonicum («الساحل الساكسوني») على جانبي القناة الإنجليزية من أجل الدفاع ضد المغيرين الساكسونيين.
في 441-442 بعد الميلاد، ذُكر الساكسونيين لأول مرة سكانًا لبريطانيا، عندما كتب مؤرخ غالي غير معروف: «المقاطعات البريطانية... تحولت إلى حكم ساكسوني».
وذُكر الساكسونيين كسكان لألمانيا الشمالية الحالية لأول مرة في عام 555  م، عندما توفي ملك الفرنجة ثيوديبالد، واستغل الساكسونيون الفرصة للقيام بالانتفاضة. قمع كلوثار الأول خليفة ثيوديبالد الانتفاضة. قاتل بعض خلفائه الفرنجة ضد الساكسونيين، وتحالف آخرون معهم. ظهر الثورنغيون كثيرًا كحلفاء للساكسونيين.

#### هولندا
في هولندا، احتل الساكسونيون المنطقة الواقعة جنوب الفريزيين وشمال الفرنجة. في الغرب وصلوا إلى منطقة Gooi، في الجنوب حتى نهر الراين السفلي. بعد غزو شارلمان، شكلت هذه المنطقة الجزء الرئيسي لأسقفية أوترخت. لعبت دوقية هامالاند الساكسونية دورًا مهمًا في تشكيل دوقية جيلدرز.

#### إيطاليا وبروفانس

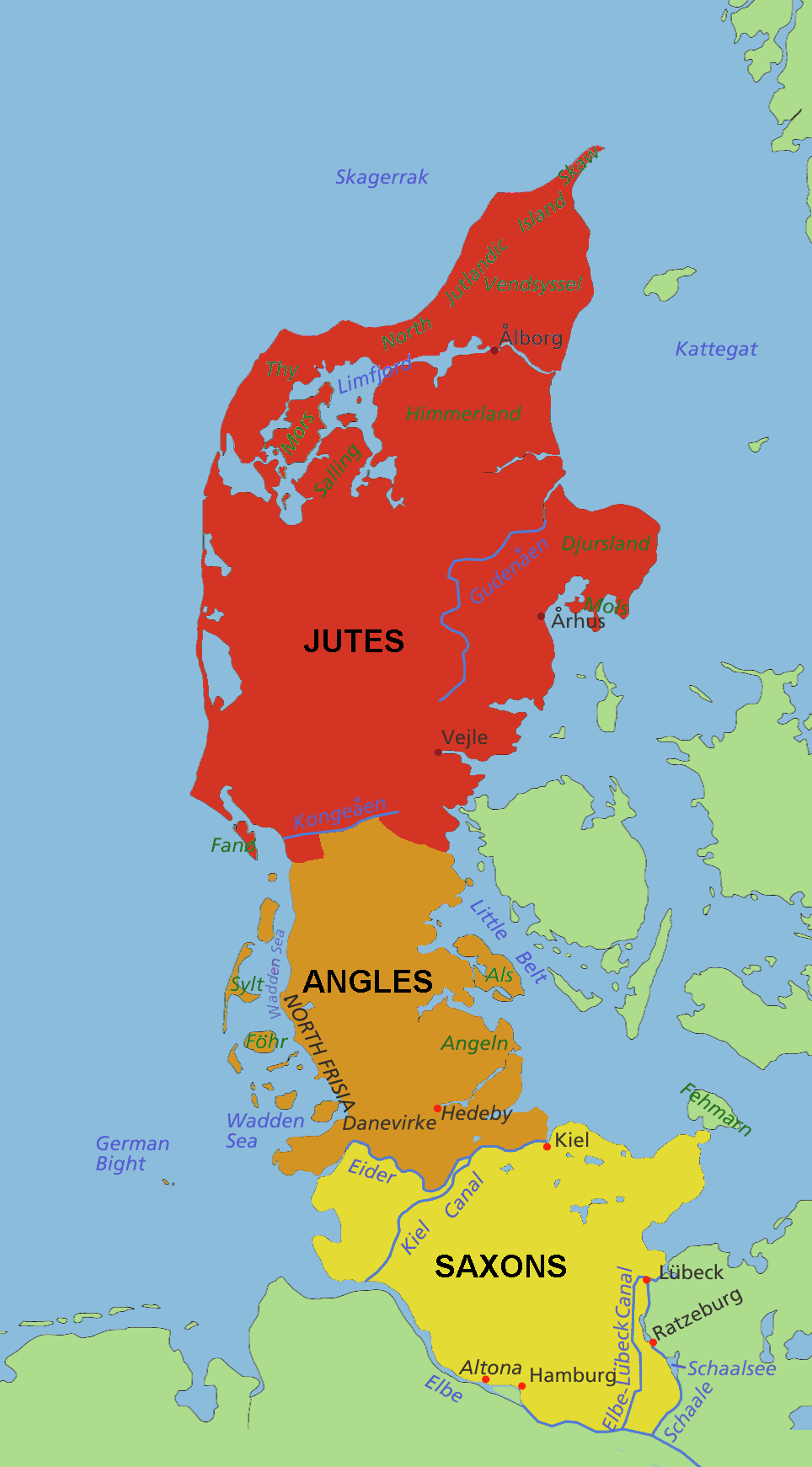
المواقع المحتملة للزوايا والساكسونيين والجوت قبل هجرتهم إلى بريطانيا.

في عام 569  م، رافق بعض الساكسونيين اللومبارديين إلى إيطاليا تحت قيادة ألبوين واستقروا هناك. في عام 572  م، هاجموا جنوب شرق بلاد الغال حتى Stablo، الآن إستوبلون. لكنهم ما لبثوا أن انقسموا، وهزمهم الجنرال جالو الروماني مومولوس بسهولة. عندما أعاد الساكسونيون تجميع صفوفهم، تم التفاوض على معاهدة سلام حيث سُمح للساكسونيين الإيطاليين بالاستقرار مع عائلاتهم في أوستراسيا. جمعوا عائلاتهم وممتلكاتهم في إيطاليا، وعادوا إلى بروفانس في مجموعتين في عام 573  م. سارت إحدى المجموعات على طريق نيس وأخرى عبر أنبرون، وانضمت إلى مدينة أفينيون الفرنسية. ونتيجة لنهبهم الإقليم منعهم مومولوس من عبور نهر الرون. أُجبروا على دفع تعويضات عما سرقوه قبل أن يتمكنوا من دخول أستراسيا. لا يُعرف هؤلاء الأشخاص إلا من خلال الوثائق، ولا يمكن مقارنة مستوطنتهم بالقطع الأثرية والبقايا التي تشهد على المستوطنات الساكسونية في شمال وغرب بلاد الغال.

#### بلاد الغال
غزا ملك ساكسوني يُدعى ادواسر (Eadwacer) أنجيه عام 463  م ليطرده شيلديريك الأول والفرنجة الساليون، حلفاء الإمبراطورية الرومانية. من المحتمل أن تكون مستوطنة ساكسونية في بريطانيا العظمى قد بدأت فقط استجابة لتوسيع سيطرة الفرنجة على ساحل القنال.
عاش بعض الساكسونيين بالفعل على طول الشاطئ الساكسوني في بلاد الغال باسم فيوديراتي الروماني. يمكن تتبعها في الوثائق، ولكن أيضًا في علم الآثار وأسماء المواقع الجغرافية. يذكر كتاب ملاحظات الكرامة (Notitia Dignitatum) «Tribunus cohortis primae novae Armoricanae, Grannona in litore Saxonico» . موقع جرانونا هنا غير مؤكد وقد حدده المؤرخون وعلماء المواقع الجغرافية في أماكن مختلفة: خاصة في المدينة المعروفة اليوم باسم جرانفيل (في نورماندي) أو القريبة منها. لا يشرح الكتاب من أين أتى هؤلاء الجنود «الرومان». وقد اقترح بعض علماء المواقع الجغرافية غرانيغراني toponymists Graignes (غرانيا 1109-1113) موقعًا لـGrannona / Grannonum. على الرغم من أن بعض العلماء يعتقدون أنها يمكن أن تكون نفس العنصر *غران، وهذا هو المعترف بها في جزيرة غيرنزي (القرن ال11 غرينيوي)، هو الأكثر احتمالا مستمد من اللغة الغالية إله Grannos. هذا الموقع أقرب إلى بايو، حيث يستحضر المؤرخ الغالوروماني جريجوري أوف تورز (Gregory of Tours) بطريقة أخرىSaxones Bajocassini (Bessin Saxons)، والتي كانت غير فعالة ضد بريتون واروتش الثاني في 579.
استقرت وحدة ساكسون من ليتاي في بايو البايوكاسينس الساكسونية. أصبح هؤلاء الساكسونيون رعايا لكلوفيس الأول في أواخر القرن الخامس. كان الساكسونيون في بايو يتألفون من جيش دائم وغالباً ما يُستدعون للتجنيد جنبًا إلى جنب مع الخدمة الوطنية المحلية لمنطقتهم في حملات ميروفنجيون العسكرية. في عام 589  م، ارتدى الساكسونيون شعرهم بأسلوب البريتون بأوامر من فريدجوند وقاتلوا معهم كحلفاء ضد غونترام. ابتداءً من عام 626  م، استخدم داغوبيرت الأول الساكسونيين في بيسين في حملاته ضد الباسك. واحدهم ايجينا (Aeghyna)، الذي أنشئ dux فوق منطقة بلاد الباسك (Vasconia).
في 843 و846 تحت حكم الملك تشارلز الأصلع، تذكر وثائق رسمية أخرى ناحية باغوس تسمى Otlinga Saxonia في منطقة بيسين، لكن معنى Otlinga غير واضح. تم تحديد الأسماء الجغرافية المختلفة لـ Bessin على أنها ساكسونية، على سبيل المثال: كوتون (كولتون 1035-1037). إلا أنه من اسم المكان في نورماندي التي يمكن أن تفسر على أنها واحدة تون (-ton الإنجليزية؛ راجع كولتون). على النقيض من هذا المثال الوحيد في نورماندي، توجد العديد من قرى ثون في شمال فرنسا، في بولوني، على سبيل المثال ألينثون، وفيرلينكثون، وبيلينجثون، تظهر، مع أسماء مواقع أخرى، مستوطنة ساكسون أو أنجلو ساكسونية مهمة. الأسماء الجغرافية في بيسين وفي بولوني تعطي المزيد من الأمثلة على مستوطنة ساكسونية.
تضيف الاكتشافات الأثرية أدلة إلى الوثائق ونتائج أبحاث أسماء المواقع الجغرافية. حول مدينة كان وفي بيسين (فيرفيل-سور-مير، بينوفيل، جيفرفيل، هيروفيليت)، وقد أسفرت الحفريات أمثلة عديدة من المجوهرات الأنجلوسكسونية، عناصر التصميم، والإعدادات، والأسلحة. اكتشفت كل هذه الأشياء في المقابر في القرن الخامس والسادس والسابع بعد الميلاد.
أقدم وأروع موقع ساكسوني عُثر عليه في فرنسا حتى الآن هو فرون (Vron)، في بيكاردي. هناك، حفر علماء الآثار مقبرة كبيرة مع مقابر تعود إلى الإمبراطورية الرومانية حتى القرن السادس. كشف الأثاث والممتلكات الجنائزية الأخرى، بالإضافة إلى الرفات البشرية، عن مجموعة من الأشخاص مدفونين في القرن الرابع والخامس بعد الميلاد. كانوا مختلفين جسديًا عن السكان المحليين المعتادين قبل هذه الفترة، وبدلاً من ذلك كانوا يشبهون السكان الجرمانيين في الشمال. ابتداءً من عام 375  م بعد الميلاد، حددت مدافن في المنطقة المعروفة في العصر الروماني باسم شواطئ ساكسونية. 92 ٪ من هذه المدافن كانت عبارة عن قبور، وفي بعض الأحيان تضمنت أسلحة من النوع الجرماني النموذجي. ابتداء من حوالي عام 440  م بعد الميلاد، نزحت المقبرة باتجاه الشرق. ورتبت المدافن في صفوف وعرضت تأثيرًا أنجلو ساكسونيًا قويًا حتى حوالي 520 بعد الميلاد، عندما هدأ هذا التأثير. تدعم المواد الأثرية والأسماء الجغرافية المجاورة والتقارير التاريخية استنتاج تشكيل مستوطنة فيوديراتي للساكسون مع عائلاتهم على شواطئ القناة الإنجليزية. تظهر الأبحاث الأنثروبولوجية الإضافية التي أجراها جويل بلونديو أن هؤلاء الأشخاص كانوا من ولاية سكسونيا السفلى.

### الساكسونيون في بريطانيا

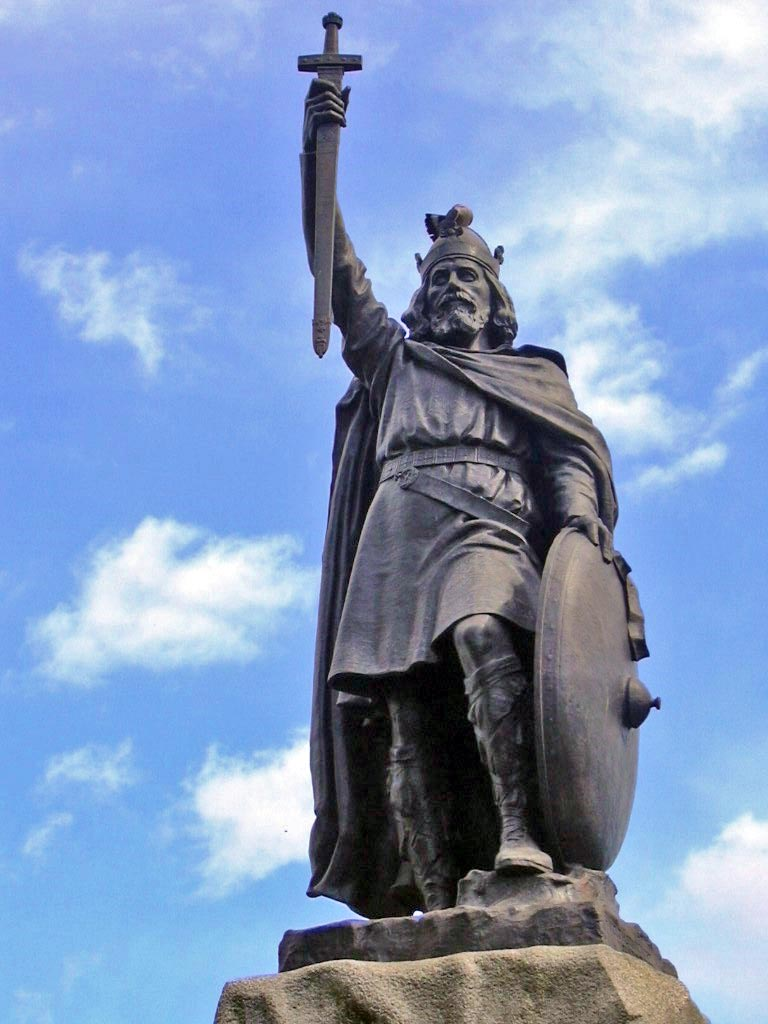
ألفريد العظيم

غزا أو هاجروا الساكسون، جنبا إلى جنب مع الأنجل والفريزيون واليوت، إلى جزيرة بريطانيا العظمى (بريتانيا) في وقت قريب من انهيار الإمبراطورية الرومانية الغربية. كان المغيرون الساكسونيون يضايقون الشواطئ الشرقية والجنوبية لبريتانيا لقرون من قبل، مما دفع إلى بناء سلسلة من الحصون الساحلية تسمى ليتورا ساكسونيكا أو ساكسون شور. قبل نهاية الحكم الروماني في بريتانيا، سُمح للعديد من الساكسونيين وغيرهم من الناس بالاستقرار في هذه المناطق كمزارعين.
وفقًا للتراث، دخل الساكسونيون (والقبائل الأخرى) إلى بريتانيا لأول مرة بشكل جماعي كجزء من اتفاقية لحماية البريطونيين من غزوات البيكيين والغايلين وغيرهم. تشير القصة، كما ورد في مصادر مثل هستوريا بريتونوم وغيلداس، إلى أن الملك البريطاني فورتيجرن سمح لأمراء الحرب الجرمانيين، الذين أطلق عليهم بيدا فيما بعد باسم هنغسيين وهورسا، بتوطين شعبهم في جزيرة ثانيت مقابل خدمتهم. مرتزقة. وفقًا لبيدي، تلاعب الهنغسيون بفورتيجرن لمنحهم المزيد من الأراضي والسماح لمزيد من المستوطنين بالدخول، مما مهد الطريق للاستيطان الجرماني في بريطانيا.
ينقسم المؤرخون حول ما تبع ذلك: يجادل البعض بأن استيلاء الأنجلوساكسونين على جنوب بريطانيا العظمى كان سلميًا. وصفت الرواية المعروفة لبريطاني أصلي عاش في منتصف القرن الخامس الميلادي، غيلداس، الأحداث بأنها استيلاء قسري بواسطة هجوم مسلح:
وصف غيلداس كيف ذُبح الساكسونيين في وقت لاحق في معركة مونس بادونيكوس قبل 44 عامًا من كتابة تاريخه، وتوقف غزوهم لبريطانيا. يروي المؤرخ الإنجليزي بيدا من القرن الثامن كيف استؤنف تقدمهم بعد ذلك. وقال إن هذا أدى إلى اجتياح سريع لكامل جنوب شرق بريطانيا، وتأسيس الممالك الأنجلوسكسونية.
ظهرت أربعة عوالم سكسونية منفصلة:
1. السكسونيون الشرقيون: أنشأوا مملكة إسكس.
2. السكسونيون الأواسط: أنشأوا مقاطعة ميدلسكس
3. الساكسونيون الجنوبيون: بقيادة آيل، أنشأوا مملكة ساسكس
4. الساكسونيون الغربيون: أنشأوا مملكة ويسيكس

خلال فترة العهود من إيغبرت إلى ألفريد الكبير، ظهر ملوك ويسيكس باسم بريتوالدا، لتوحيد البلاد. قاموا في النهاية بتنظيمها كمملكة إنجلترا في مواجهة غزوات الفايكنج.

### الساكسونيون في ألمانيا

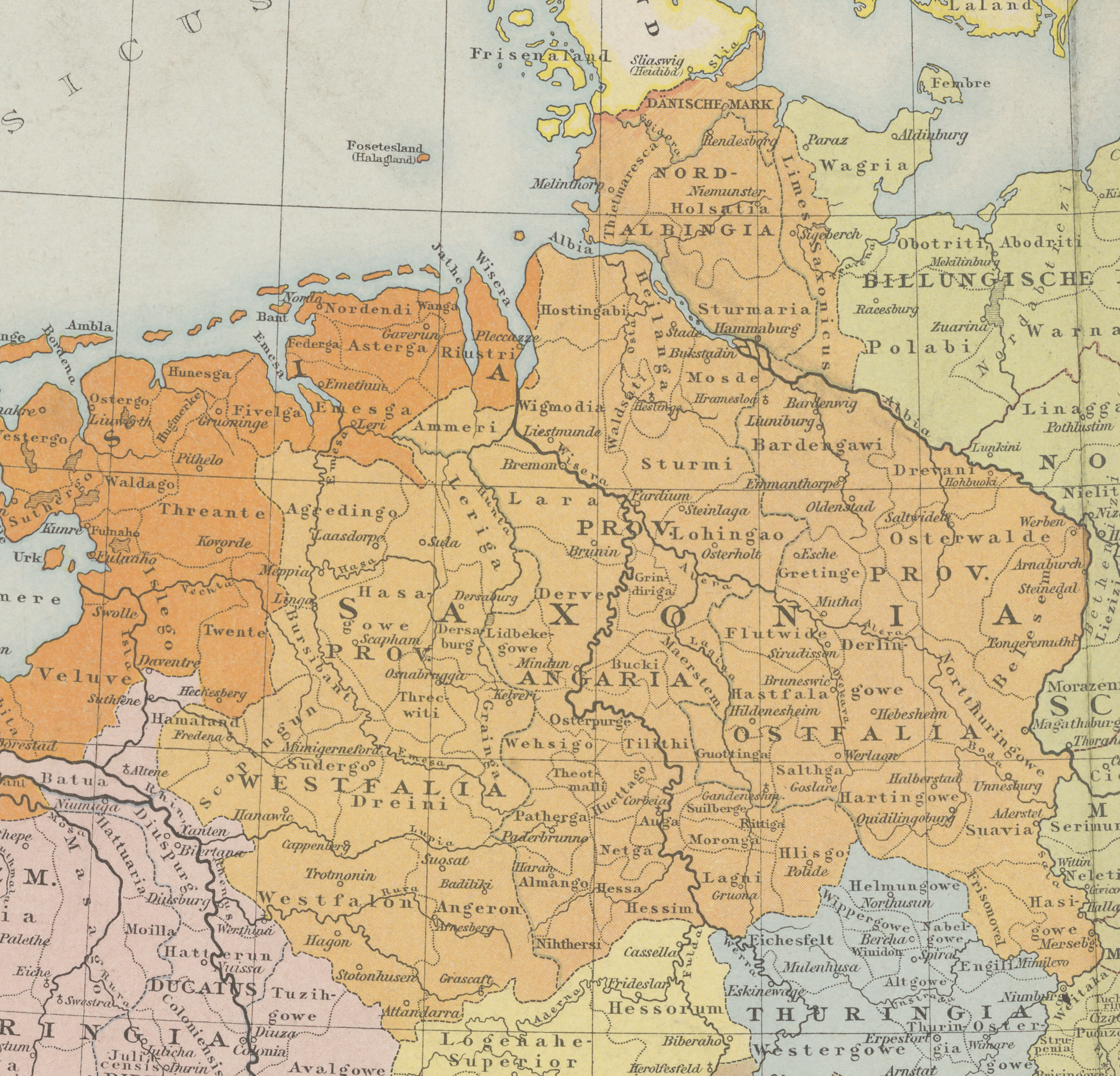
دوقية ساكسونيا في وقت لاحق، الذي كان مقره في موطن الساكسوني التقليدي الذي تحده أنهار Ems وEider وElbe

يبدو أن الساكسونيين القاريين الذين يعيشون في ما كان يُعرف باسم ساكسونيا القديمة (حوالي 531-804) قد توطدوا بحلول نهاية القرن الثامن. ظهر كيان سياسي يسمى دوقية ساكسونيا (804-1296) يغطي ويستفاليا، وإيستفاليا، وأنجريا ونوردالبينجيا (هولشتاين، الجزء الجنوبي من ولاية شليسفيغ هولشتاين الحديثة) بعدما أخضعهم الإمبراطور شارلمان تحت حكمه.

قاوم الساكسونيون لفترة طويلة محاولة تنصيرهم ودمجهم في فلك مملكة الفرنجة. في عام 776  م، تعهد الساكسونيون بالتحول إلى المسيحية وبالولاء للملك، ولكن خلال حملة شارلمان في هسبانيا (778)، تقدم الساكسونيون إلى دويتز على نهر الراين وقاموا بعمليات نهب واسعة على طول النهر. كان هذا لهم نمطًا متكررًا كلما تشتت انتباه شارلمان بأمور أخرى. غزاهم شارلمان في سلسلة طويلة من الحملات السنوية، والتي عرفت بالحروب السكسونية (772  –  804). بعد انهزام الساكسونيين، تعمودوا قسريًا وتحولوا للمسيحية بالإضافة إلى اتحادهم مع بقية الإمبراطورية الجرمانية والفرنجية. قام شارلمان بتدمير شجرتهم أو عمودهم المقدس، رمز إيرمينسول. وقام أيضًا بترحيل 10000 ساكسوني نوردالبنجياني إلى نيوستريا ومنح أراضيهم الشاغرة في فاغريا (مناطق بلون وأوستولشتاين الحديثة تقريبًا) إلى الملك المخلص للأبوتريين. يقول أينهارد، كاتب سيرة شارلمان، في ختام هذا الصراع الكبير:
وانتهت الحرب التي استمرت لسنوات طويلة بانضمامهم للشروط التي قدمها الملك. التي تمثلت في نبذ عاداتهم الدينية القومية وعبادة الشياطين، وقبول أسرار العقيدة والدين المسيحي، والاتحاد مع الفرنجة لتكوين شعب واحد.
انخفضت رتبة الساكسونيين تحت حكم كارولينجيون إلى وضع التابع. وهناك أدلة على أن الساكسونيين، وكذلك التابعين السلافيين أمثال الأبوتريين والونديين، غالبًا ما قدموا قواتًا إلى أسيادهم الكارولينجيين. أصبح حكام ساكسونيا ملوكًا (هنري الأول الصياد، 919) ولاحقًا أباطرةً (ابن هنري، أوتو الأول العظيم) لألمانيا خلال القرن العاشر، لكنهم فقدوا هذا المنصب في عام 1024 م. في عام 1180 م، قُسمت الدوقية نتيجة لرفض الدوق هاينريش الأسد اتباع ابن عمه، الإمبراطور فريدريك الأول بربروسا، في الحرب في لومبارديا.
خلال العصور الوسطى العليا، وتحت حكم الأباطرة الساليانيين، وفيما بعد، تحت حكم الفرسان التيوتونيين، تحرك المستوطنون الألمان شرق زاله إلى منطقة قبيلة صوربيون غرب سلافية.
تَطَبًّع الصوربيون تدريجياً بالطابع الألماني. اكتسبت هذه المنطقة لاحقًا اسم ساكسونيا من خلال الظروف السياسية، على الرغم من أنها كانت تسمى في البداية مرغريفية مايسن. استولى حكام مايسن على دوقية ساكسونيا (ما تبقى فقط من الدوقية السابقة) في عام 1423  م؛ قاموا في النهاية بتطبيق اسم ساكسونيا على مملكتهم بأكملها. منذ ذلك الحين، صار يشار إلى هذا الجزء من ألمانيا الشرقية باسم ساكسونيا ((بالألمانية: Sachsen))، مصدرًا لبعض سوء الفهم حول الموطن الأصلي للسكسونيين، مع وجود جزء مركزي في ولاية ساكسونيا السفلى (بالألمانية: Niedersachsen).

## الثقافة

### الهيكل الاجتماعي
أشار بيدا، وهو كاتب من نورثمبريا حوالي عام 730 م، إلى أن «الساكسونيين القدامى (أي القاريون) ليس لديهم ملك، لكنهم محكومون من قبل العديد من الإيلدورمان (أو المرزبان ) الذين اقترعوا على القيادة أثناء الحرب ولكنهم، في زمن السلم متساوون في السلطة ». قسمت مملكة سكسونية (Regnum Saxonum) إلى ثلاث مقاطعات - وستفاليا، إيستفاليا وأنغريا - والتي تضم حوالي مائة باج أو جاو. كان لكل جاو مرزبان خاص به مع قوة عسكرية كافية لتسوية القرى بأكملها التي عارضته.
في منتصف القرن التاسع، وصف نيثارد لأول مرة البنية الاجتماعية للساكسونيين. كان الهيكل الطبقي جامدًا. يوجد في اللغة السكسونية ثلاث طبقات، باستثناء العبيد، وهي طبقة إدلينغوي (edhilingui) وفريلينجي (frilingi) ولاتزي (lazzi). ووفقًا للموروث التراثي المبكر جدًا والذي يُفترض أنه يحتوي على قدر كبير من الحقيقة التاريخية، فإن الإدلينغوي كانوا من نسل الساكسونيين الذين قادوا القبيلة خارج هولشتاين وأثناء هجرات القرن السادس. كانوا من النخبة المحاربة. ومثلت طبقة فريلينجي (frilingi) المتحدرين من طوائف amicii، auxiliarii وmanumissi. يمثل اللازي أحفاد السكان الأصليين للأراضي المحتلة، الذين أُجبروا على أداء قسم الاستسلام والخضوع للإدلينغوي .
نظم القانون الساكسوني (Lex Saxonum) مجتمع الساكسونيين غير العادي. حظر القانون التزاوج بين الطبقات، وحدد الدية (wergilds(4)) على أساس عضوية الطبقة. كانت قيمة دية الإدلينغوي 1440 صوليدوس، أو نحو 700 رأس من الماشية، وهو أعلى دية في القارة. كان صداق العروس أيضًا مرتفعًا جدًا. كان يُعد ستة أضعاف عند  فريلينجي وثمانية أضعاف عند  لاتزي. كانت الهوة بين النبيل والفقير كبيرة جدًا، لكن الفرق بين العامل الحر والعامل بالسخرة كان صغيرًا.
وفقًا لـ Vita Lebuini antiqua، وهو مصدر مهم للتاريخ السكسوني المبكر، عقد الساكسونيون مجلسًا سنويًا في ماركلو (ويستفاليا) حيث «أكدوا قوانينهم، وأصدروا أحكامًا بشأن القضايا المعلقة، وحددهم المستشارون العامون ما إذا كانوا سيذهبون إلى الحرب أو كن في سلام في ذلك العام». شاركت جميع الطوائف الثلاث في المجلس العام ؛ أُرسل اثني عشر ممثلاً من كل طبقة من الجاو. في عام 782  م، ألغى شارلمان نظام الجاو واستبدله بـ Grafschaftsverfassung، نظام المقاطعات النموذجي في مملكة الفرنجة. من خلال حظر مجالس ماركلو، طرد شارلمان فريلينجي (frilingi) ولازي (lazzi) من السلطة السياسية.استبدل النظام الساكسوني القديم لأبجابينغروندهيرشافت (Abgabengrundherrschaft)، السيادة على أساس الرسوم والضرائب، بشكل من أشكال النظام الإقطاع على أساس الخدمة والعمل والعلاقات الشخصية واليمين.

### الدين

#### الدين الجرماني
كانت الممارسات الدينية السكسونية وثيقة الصلة بممارساتهم السياسية. بدأت المجالس السنوية للقبيلة بأكملها بدعوات الآلهة. يُفترض أن الإجراء الذي تم بموجبه انتخاب الدوقات في زمن الحرب، عن طريق القرعة، كان ذا أهمية دينية، أي في منح الثقة للعناية الإلهية لتوجيه اتخاذ القرار العشوائي. كانت هناك أيضًا طقوس وأشياء مقدسة، مثل الأعمدة المسماة إيرمينسول؛ كان يعتقد أن هذه الأعمدة تربط بين السماء والأرض، كما هو الحال مع أمثلة أخرى من الأشجار أو السلالم إلى الجنة في العديد من الأديان. كان لشارلمان أحد هذه الأعمدة لكنها قُطعت عام 772  م بالقرب من معقل إريسبرج.
يمكن استخلاص الممارسات الدينية السكسونية المبكرة في بريطانيا من أسماء الأماكن والتقويم الجرماني المستخدم في ذلك الوقت. الآلهة الجرمانية أودين وفريغ وتير وثور، المشهود لهم في كل تقليد جرماني، كانوا يعبدون في Wessex وSussex وEssex. هم الوحيدون الذين تم توثيقهم مباشرة، على الرغم من أن أسماء الشهرين الثالث والرابع (مارس وأبريل) من التقويم الإنجليزي القديم تحمل أسماء Hrethmonath وEosturmonath، والتي تعني «شهر Hretha» و«شهر أوستارا». من المفترض أن هذه هي أسماء اثنين من الآلهة اللتين عُبدتا في ذلك الوقت. قدم الساكسونيون الكعك لآلهتهم في فبراير (سولموناث). كان هناك مهرجان ديني مرتبط بحصاد Halegmonath («شهر مقدس» أو «شهر القرابين»، سبتمبر). بدأ التقويم الساكسوني في 25 ديسمبر، وسمى شهري ديسمبر ويناير بيول (Yule) أو Giuli. احتوت على مودرا نيهت أو «ليلة الأمهات»، وهو مهرجان ديني آخر غير معروف المحتوى.
ظل طبقة الأحرار السكسونيون والخانعين وفية لمعتقداتهم الأصلية لفترة طويلة بعد تحولهم الاسمي إلى المسيحية.

#### المسيحية

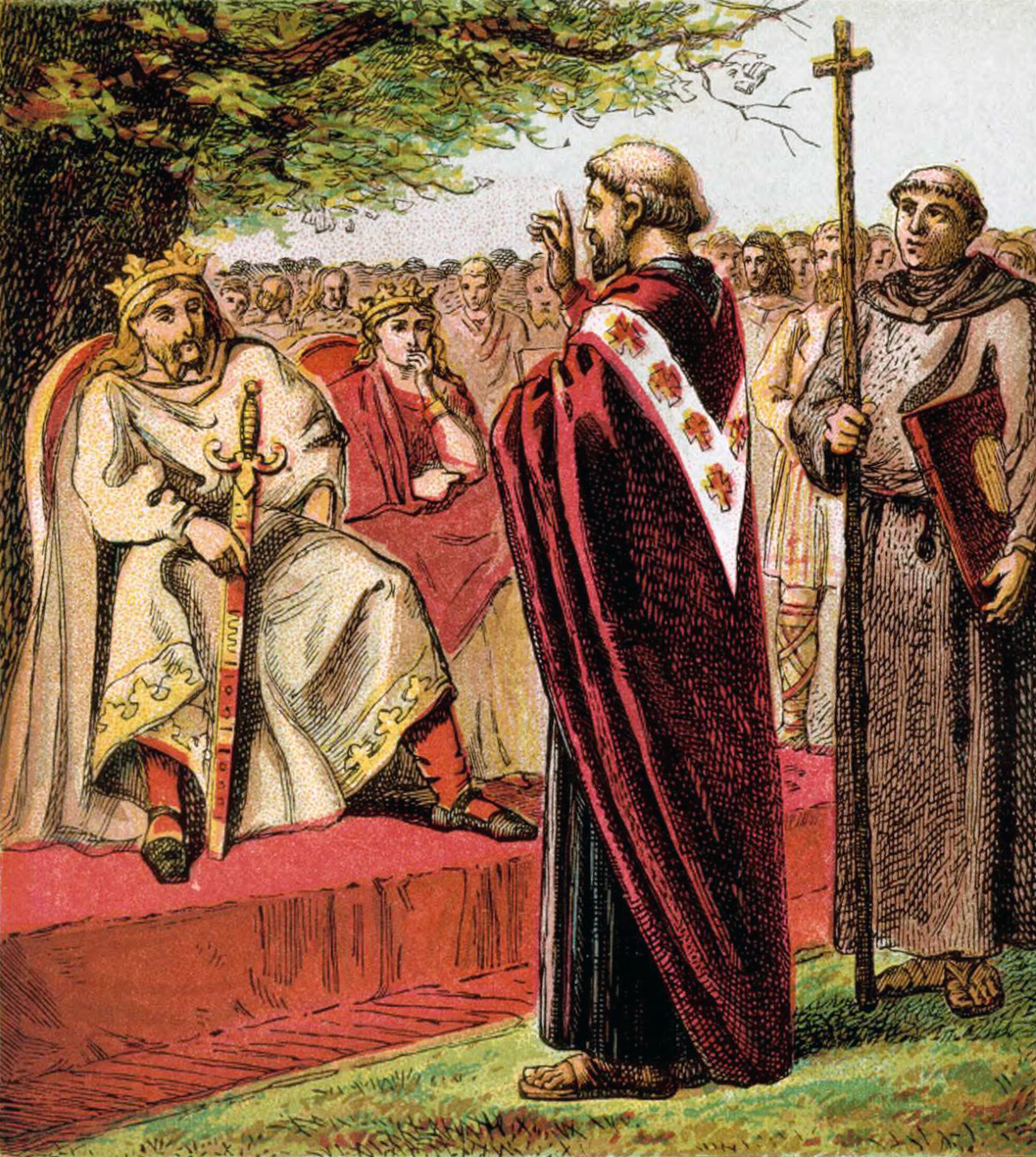
1868 رسم توضيحي لأوغسطين يخاطب الساكسونيين

كان تحول الساكسونيين في إنجلترا من ديانتهم الجرمانية الأصلية إلى المسيحية في أوائل القرن السابع حتى أواخره تحت تأثير اليوت الذي تحولوا بالفعل في كنت. في ستينيات القرن السادس، أصبح بيرينوس «الرسول إلى الساكسونيين الغربيين»(5) وقام بتحويل مملكة وسكس، وجعل سينيجيلز الملك المسيحي الأول لها. وبه بدأ الساكسونيين الغربيين في الخروج من الغموض بعد تحولهم إلى المسيحية والاحتفاظ بسجلات مكتوبة. قاوم Gewisse، وهم من الشعوب الساكسونية الغربية، المسيحية بشكل خاص، حيث بذل بيرينوس المزيد من الجهود ضدهم ونجح في النهاية في تحولهم. تأسست أسقفية في دورشيستر في وسيكس. تنصر الساكسونيين الجنوبيين في البداية على نطاق واسع تحت التأثير الإنجيلي.
وحول ولفير (Wulfhere)(6) ملك مرسيا اثلواله من ساسكس (Aethelwalh) وسمح ليلفريد، أسقف يورك، بتبشير شعبه بدءا من عام 681  م. كان رئيس أساقفة سكسونية الجنوبية هو أسقف سيلسي. كان الساكسونيون الشرقيون أكثر وثنية من الساكسونيين الجنوبيين أو الغربيين. كانت أراضيهم بها وفرة من المواقع الوثنية. تحول ملكهم، سيبير، في وقت مبكر وتم إنشاء أبرشية في لندن. تم طرد أسقفها الأول، ميليتوس، من قبل ورثة سيبير.انتهى تحويل ساكسون الشرقية على يد ساد في خمسينات وستينييات القرن السابع.
نُصّر السكسونيين القاريين إلى حد كبير من قبل المبشرين الإنجليز في أواخر القرن السابع وأوائل القرن الثامن. حوالي عام 695  م، استشهد اثنان من المبشرين الإنجليز الأوائل، هيوالد الأبيض وهيوالد الأسود، على يد فيكاني، أي القرويين. طوال القرن الذي تلاه، أثبت القرويون والفلاحون الآخرون أنهم أكبر معارضي التنصير، بينما تلقى المبشرون في كثير من الأحيان دعم إديلينغي ونبلاء آخرين. كان سانت ليبوين، رجل إنجليزي بين 745 و770 يبشر السكسونيين، معظمهم في شرق هولندا، ببناء كنيسة وتكوين صداقات بين النبلاء. احتشد بعضهم لإنقاذه من حشد غاضب في المجلس السنوي في ماركلو (بالقرب من نهر فيزر، بريمن). نشأت التوترات الاجتماعية بين النبلاء المتعاطفين مع المسيحية والطبقات الدنيا من الوثنية، الذين كانوا مخلصين بشدة لدينهم التقليدي.

كان الهدف الرئيسي للحروب الساكسونية تحت حكم شارلمان هو تحويل ودمج الساكسونيين في إمبراطورية الفرنجة. على الرغم من أن الكثير من الطبقات العليا تحولوا بسهولة، إلا أن المعمودية القسرية والدفع الإجباري للعشور جعلت الطبقات الدنيا أعداءً. حتى أن بعض المعاصرين وجدوا بعض الأساليب المستخدمة لكسب ود السكسونيين، حيث يوضح هذا المقتطف من خطاب ألكوين أوف يورك إلى صديقه ميجينفريد، المكتوب عام 796  م:
إذا كان يجب التبشير بالنير الخفيف وعبء المسيح اللطيف إلى أكثر شعوب السكسونيين عنادًا بقدر من الإصرار مثل دفع العشور، أو كما تم تطبيق قوة المرسوم القانوني لخطأ من أكثر الأنواع تافهة التي يمكن تخيلها، ربما لن يكرهوا نذور المعمودية.
ورد أن خليفة شارلمان، لويس الأول، عامل الساكسونيين أكثر كما كان يتمنى ألكوين، ونتيجة لذلك كانوا رعايا مخلصين. ومع ذلك ثارت الطبقات الدنيا ضد سيادة الفرنجة لصالح الوثنية القديمة في وقت متأخر من أربعينات القرن التاسع، عندما انتفضت مجموعة ستلينجا(7) (Stellinga) ضد القيادة سكسونية، الذين كانوا متحالفين مع امبراطور الفرنجة لوثر الأول. بعد قمع ستلينجا، في عام 851  م، أحضر لودفيش الجرماني آثارًا من روما إلى ساكسونيا لتعزيز التفاني في الكنيسة الرومانية الكاثوليكية. ركز Poeta Saxo، في شعره سجلات عهد شارلمان (المكتوب بين 888 و891)، على غزو ساكسونيا. احتفى بالملك الفرنجي على قدم المساواة مع الأباطرة الرومان وجلب الخلاص المسيحي للناس. أُشير إلى التفشي الدوري للعبادة الوثنية، وخاصة فريا، بين الفلاحين الساكسونيين في أواخر القرن الثاني عشر.

#### الأدب المسيحي
في القرن التاسع، أصبح النبلاء السكسونيون من المؤيدين الأقوياء للرهبنة وشكلوا حصنًا من المسيحية ضد الوثنية السلافية الموجودة في الشرق وثنية الفايكنج في الشمال. أُنتج معظم الأدب المسيحي بالعامية السكسونية القديمة، وأبرز تلك الفصائل نتيجة للإنتاج الأدبي ونفوذ واسع من الأديرة سكسونية مثل فولدا(8) وكورفي وفيردين. والجدل اللاهوتي بين أوغسطينوس وغوتشالك ورابانوس موروس.
منذ وقت مبكر، دعم شارلمان ولويس الأول الأعمال المسيحية العامية من أجل تبشير الساكسونيين بشكل أكثر كفاءة. أُنتجت هيلياند، وهي عبارة عن ملحمة عن حياة المسيح في بيئة جرمانية، وسفر التكوين، وهي رواية ملحمية أخرى لأحداث الكتاب الأول من الكتاب المقدس، في أوائل القرن التاسع من قبل لويس لنشر المعرفة الكتابية للجماهير. أعلن مجلس الجولات في 813 ومن ثم المجمع الكنسي للماينتس في 848 على حد سواء أنه يجب أن تُكرز المواعظ باللغة العامية. أقدم نص محفوظ باللغة الساكسونية هو عهد المعمودية من أواخر القرن الثامن أو أوائل القرن التاسع؛ استخدمت العامية على نطاق واسع في محاولة لإضفاء الطابع المسيحي على الطبقات الدنيا في المجتمع الساكسوني.

## الهوامش
- 1: (بالإنجليزية: Saxons)، (باللاتينية: Saxones)، (بالألمانية: Sachsen)، (بالإنجليزية القديمة: Seaxan)، (بالهولندية: Saksen)
- 2: التي تضم الأجزاء المركزية من الوطن الساكسوني الأصلي المعروف باسم ساكسونيا القديمة.
- 3: التي تشمل مناطق سكسونيا القديمة والسفلى والعليا.
- 4: والمعروف أيضًا باسم man price (نقود الدم)، وتدفع غرامةً أو تعويضًا للعائلة عندما تُزهق روح ذلك الشخص أو تُصاب بطريقة أخرى.
- 5: كان بيرينوس (أيضًا بيرين؛ 600-649 أو 650) أول أسقف لدورتشيستر وكان معروفًا باسم «الرسول إلى الساكسونيين الغربيين» لتحول مملكة ويسيكس إلى المسيحية. تم تبجيله كقديس من قبل الكنيسة الرومانية الكاثوليكية والكنيسة الأرثوذكسية الشرقية والكنائس الأنجليكانية.
- 6: وولفير أو وولفار (توفي 675) كان ملك مرسية من 658 حتى 675 م. كان أول ملك مسيحي لكل مرسيا، رغم أنه من غير المعروف متى أو كيف تحول من الوثنية الأنجلو ساكسونية.
- 7: كانت حركة من رجال الأحرار السكسونيين الفريلينج والمحررين اللازي بين 841 و 845
- 8: كان ديرًا بينديكتينًا وإمارة كنسية تركزت على فولدا، في ولاية هسن الألمانية الحالية.